# Avatar 4
Ten artykuł dotyczy przyszłego wydarzenia. Informacje w nim zawarte mogą się zmienić wraz z pojawieniem się nowych faktów, a początkowe doniesienia mogą być niepewne. Ostatnie aktualizacje tego artykułu mogą nie odzwierciedlać najbardziej aktualnych informacji.
Avatar 4 –  amerykański film fantastycznonaukowy w produkcji. Jego reżyserem jest James Cameron, który napisał scenariusz wraz z Joshem Friedmanem. Ma być czwartą częścią serii Avatar, kolejnym sequelem filmu z 2009 roku. W rolach głównych wystąpią ponownie Sam Worthington i Zoe Saldaña. Premiera filmu zaplanowana jest na 21 grudnia 2029 roku, cztery lata po premierze Avatara 3, a kolejny film z serii ma się pojawić w 2031 roku.

## Obsada
- Sam Worthington jako Jake Sully[5]
- Zoe Saldaña jako Neytiri[5]
- Stephen Lang jako pułkownik Miles Quaritch[6]
- Sigourney Weaver jako Kiri[5]
- Matt Gerald jako kapral Lyle Wainfleet[7]
- Oona Chaplin jako Varang[8]
- Dileep Rao jako dr Max Patel[9]

Ponadto David Thewlis został obsadzony w nieujawnionej roli.

## Produkcja

### Rozwój projektu
31 lipca 2017 roku ogłoszono, że nowozelandzkie studio efektów specjalnych Weta Digital rozpoczęło prace nad sequelami Avatara, w tym części czwartej. Cameron zdradził, że jednym z możliwych tytułów dla produkcji jest Avatar: The Tulkun Rider.

### Casting
W sierpniu 2017 roku Matt Gerald podpisał umowę, aby ponownie wcielić się w postać kaprala Lyle’a Wainfleeta, którego zagrał w pierwszej części, we wszystkich nadchodzących sequelach. W sierpniu 2017 roku w wywiadzie dla magazynu „Empire” Cameron ujawnił, że Stephen Lang nie tylko powróci we wszystkich czterech kontynuacjach, ale będzie również ich głównym antagonistą. 25 stycznia 2018 roku potwierdzono, że Dileep Rao ponownie zagra dr Max Patel.

### Zdjęcia
Zdjęcia do wszystkich czterech sequeli miały rozpocząć się jednocześnie 25 września 2017 roku w Manhattan Beach w Kalifornii, ale Cameron zdradził, że zdjęcia do części czwartej i piątej rozpoczną się po zakończeniu postprodukcji dwóch pierwszych. W lutym 2019 roku producent Jon Landau powiedział, że niektóre sceny przechwytywania ruchu do Avatara 4 zostały nakręcone w tym samym okresie, co do dwóch poprzednich filmów. Landau ujawnił później, że jedna trzecia Avatara 4 została już nakręcona z „powodów logistycznych”.
We wrześniu 2022 Cameron ogłosił na D23 Expo rozpoczęcie produkcji filmu. W tym czasie zdjęcia do Avatara 3 jeszcze trwały, a Avatar: Istota wody był w postprodukcji.

## Muzyka
W sierpniu 2021 roku Landau ogłosił, że Simon Franglen skomponuje muzykę do kontynuacji Avatara.

## Premiera
Avatar 4 ma zostać wydany 21 grudnia 2029 roku przez 20th Century Studios, cztery lata po premierze Avatara 3.

## Kontynuacja
Zapowiedziany został Avatar 5, którego premierę planowano na 22 grudnia 2028. W 2022 roku, w wywiadzie dla ABC News Australia Cameron stwierdził, że nie jest pewien, czy go wyreżyseruje. Jednocześnie zdradził, że scenariusz do piątej części jest już gotowy. Wspomniał też o możliwości nakręcenia części 6 i 7.